# Reina Tanaka

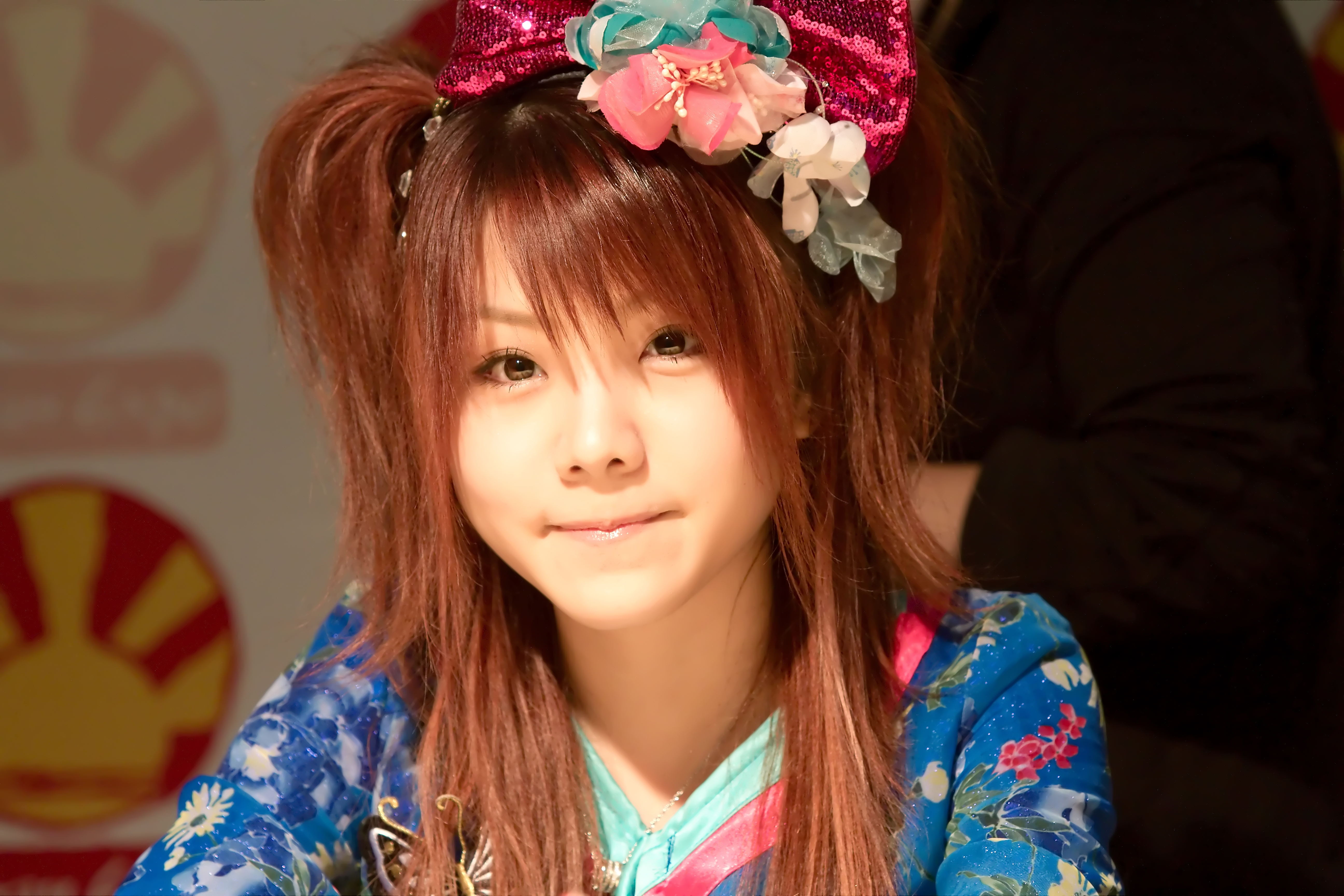
Reina Tanaka (2010)

Reina Tanaka (jap. 田中 れいな (eigentlich 田中麗奈), Tanaka Reina; * 11. November 1989 in Higashi-ku, Fukuoka) ist eine japanische Sängerin, Schauspielerin, Synchronsprecherin und Model.

## Leben und Wirken
Sie war von 2003 bis 2013 Mitglied der japanischen Girl-Group Morning Musume. Sie war Mitglied der 6. Generation und wurde 2002 durch ein Casting, zusammen mit Eri Kamei und Sayumi Michishige Mitglied von Morning Musume.
2008/2009 erhielt sie die Sprechrolle (Seiyū) der titelgebenden Figur im Anime Onegai My Melody Kirara.

## Units/Groups
- 2003: Aa!
- 2003–2004: Morning Musume Otome Gumi
- 2003–2013: Morning Musume
- 2004: H.P. All Stars
- 2005: Elegies
- 2008–2011: High King

## Filme
- 2004: Hoshisuna no Shima, Watashi no Shima ~Island Dreamin'~ (星砂の島、私の島～Island Dreamin'～)

## Seiyū
- 2008–2009: Onegai My Melody
- 2010: Kaito Reinya

## Fernsehserien
- 2003: Sore Yuke! Gorokkies (それゆけ!ゴロッキーズ)
- 2003–2007: Hello! Morning (ハロー！モーニング)
- 2004: Futarigoto (二人ゴト)
- 2005–2006: Musume Dokyu! (娘DOKYU!)
- 2006–2008: Uta Doki! Pop Classics (歌ドキッ！ POP CLASSICS)
- 2007–2008: Haromoni@ (ハロモニ@)
- 2008–2009: Onegai My Melody Kirara (おねがい♪マイメロディ きららっ☆?)
- 2008–2009: Yorosen! (よろせん!)
- seit 2009: Kaito Reinya (怪盗レーニャ)

## Musicals
- 2006: Ribbon no Kishi: The Musical (リボンの騎士 ザ ミュージカル)
- 2008: Cinderella the Musical (シンデレラtheミュージカル)
- 2010: Fashionable

## Radio
- 2005: TBC Fun Fīrudo Mōretsu Mōdasshu (TBC Funふぃーるど・モーレツモーダッシュ)
- 2005+2008: Hello Pro Yanen!! (ハロプロやねん!)
- seit 2007: FIVE STARS

## Photobooks
- 2003: Hello Hello! Morning Musume 6th Generation Members Shashinshū (ハロハロ! モーニング娘。6期メンバー写真集)
- 2004: Tanaka Reina (田中れいな)
- 2005: REINA (れいな)
- 2006: Shoujo R (少女R)
- 2007: Alo!Hello Tanaka Reina (アロハロ！田中れいな写真集)
- 2007: GIRL
- 2008: Re:Return (Photobook Collection) (リターン)
- 2008: VERY REINA
- 2012: KIRA☆KIRA (きら☆きら)